# Dicranophoroides claviger
Dicranophoroides claviger är en hjuldjursart som först beskrevs av Hauer 1965.  Dicranophoroides claviger ingår i släktet Dicranophoroides och familjen Dicranophoridae. Inga underarter finns listade i Catalogue of Life.